# Blasphemous Rumours/Somebody
«Blasphemous Rumours / Somebody» (en español, Rumores blasfemos / Alguien) es el décimo segundo disco sencillo del grupo inglés de música electrónica Depeche Mode, el tercero desprendido de su álbum Some Great Reward y su primer sencillo doble, publicado en 7 y en 12 pulgadas solo en Europa en 1984.
Blasphemous Rumours y Somebody son temas compuestos por Martin L. Gore. El primero, Blasphemous Rumours, fue un tema que provocó mucho escándalo en sectores religiosos, sin embargo se convirtió en un gran éxito para Depeche Mode. En cuanto a Somebody, fue el primer tema de Depeche Mode cantado por Martin Gore publicado como sencillo.

## Descripción

### Blasphemous Rumours
La canción sería una de las más controversiales de Depeche Mode, únicamente alimentando el escándalo que ya de por sí había generado el álbum; lanzarla como disco sencillo después de Master and Servant era un peligroso juego buscando deliberadamente provocar irritación y la censura de las estaciones de radio. De hecho, existe la anécdota de que el censor titular de Inglaterra había ido de vacaciones cuando se mandó el sencillo a difusión y el suplente la aprobó[cita requerida].
La canción comienza con efectos de sintetizador en una composición muy dramática con golpes fuertes de percusión, los cuales fueron acústicos, y sonidos extraños, para al poco ser compuesta por lo que simula ser una instrumentación de viento, aunque en realidad es también sintética, y una lúgubre letra en la cual se crítica lo decepcionante de la religión al reproducir notas de un periódico sobre un par de chicas adolescentes muertas.
Lo más atrevido es el coro, irónicamente la única sección rítmica del tema, en el cual se canta a dos voces “No quiero empezar ningún rumor blasfemo, pero pienso que Dios tiene un enfermo sentido del humor, y cuando muera espero encontrármelo riendo”, que muy claramente ilustra por qué escandalizaba a sectores conservadores.
La canción en esa época se convirtió quizás en el ejercicio más post punk del grupo, por esa letra tan procaz y su melodía pesarosa. En realidad fue la primera canción de tendencia gótica de Depeche Mode.

### Somebody
El tema Somebody (Alguien) es una melancólica balada en tono meramente minimalista, pues se musicaliza tan solo con piano. Aunque pareciera un tema poco comerciable, logró ser un éxito para Depeche Mode con su triste letra sobre el verdadero amor deseado, mientras por otro lado conserva una anécdota también muy peculiar, pues Martin Gore captó la esencia grabándola desnudo.
Fue el primer tema cantado por Gore que DM publicó como sencillo.

## Formatos
7 pulgadas Mute 7 Bong7  Blasphemous Rumours - Somebody
| Lado A |                    |          |  |
| N.º    | Título             | Duración |  |
| 1.     | «Somebody» (Remix) | 4:19     |  |

| Lado AA |                                          |          |  |
| N.º     | Título                                   | Duración |  |
| 1.      | «Blasphemous Rumours» (versión sencillo) | 5:06     |  |

EP de 7 pulgadas Mute 7 Bong7E  Blasphemous Rumours - Somebody
| Lado A |                                                                                              |          |  |
| N.º    | Título                                                                                       | Duración |  |
| 1.     | «Somebody» (Remix)                                                                           | 4:19     |  |
| 2.     | «Everything Counts» (en vivo en The Empire Theatre en Liverpool el 29 de septiembre de 1984) | 5:52     |  |

| Lado AA |                                                                                        |          |  |
| N.º     | Título                                                                                 | Duración |  |
| 1.      | «Blasphemous Rumours» (versión sencillo)                                               | 5:06     |  |
| 2.      | «Told You So» (en vivo en The Empire Theatre en Liverpool el 29 de septiembre de 1984) | 4:54     |  |

12 pulgadas Mute 12 Bong7  Blasphemous Rumours
| Lado A |                                           |          |  |
| N.º    | Título                                    | Duración |  |
| 1.     | «Blasphemous Rumours» (versión del álbum) | 6:21     |  |

| Lado B |                                                                                               |          |  |
| N.º    | Título                                                                                        | Duración |  |
| 1.     | «Somebody» (en vivo en The Empire Theatre en Liverpool el 29 de septiembre de 1984)           | 4:23     |  |
| 2.     | «Two Minute Warning» (en vivo en The Empire Theatre en Liverpool el 29 de septiembre de 1984) | 4:33     |  |
| 3.     | «Ice Machine» (en vivo en The Empire Theatre en Liverpool el 29 de septiembre de 1984)        | 3:48     |  |
| 4.     | «Everything Counts» (en vivo en The Empire Theatre en Liverpool el 29 de septiembre de 1984)  | 5:44     |  |

CD 1991
Para 1991, Blasphemous Rumours / Somebody se realizó en formato digital dada su inclusión en la colección The Singles Boxes 1-3 de ese año, con lo que de paso vio por primera vez su publicación en los Estados Unidos.
| Mute CD Bong7 Blasphemous Rumours - Somebody |                                                                                              |          |  |
| N.º                                          | Título                                                                                       | Duración |  |
| 1.                                           | «Blasphemous Rumours» (versión del álbum)                                                    | 6:22     |  |
| 2.                                           | «Told You So» (en vivo en The Empire Theatre en Liverpool el 29 de septiembre de 1984)       | 4:56     |  |
| 3.                                           | «Somebody» (Remix)                                                                           | 4:21     |  |
| 4.                                           | «Everything Counts» (en vivo en The Empire Theatre en Liverpool el 29 de septiembre de 1984) | 5:53     |  |

## Vídeos promocionales
Ambos videos fueron dirigidos por Clive Richardson.
El vídeo de Blasphemous Rumours está realizado con la forma de un video musical común y corriente, aunque en su caso la mayoría de las imágenes en realidad fueron tomadas de una interpretación en directo, mostrando sobre todo la ejecución de las tan características percusiones con que cuenta; aunque eso sí todas las tomas están deliberadamente muy oscurecidas.
La realización de vídeos promocionales de DM utilizando las vívidas capturas en concierto se repetiría en temas posteriores como A Question of Lust de 1986, World in My Eyes de 1990 y John the Revelator de 2005.
El vídeo de Somebody en cambio es casi igual de simplista que el tema, con imágenes de los miembros deambulando por un poco soleado paisaje inglés en actitudes tristes, y mostrando a Martin Gore cantando en un cuarto oscuro con tan sólo Alan Wilder en su piano acompañándole musicalmente.
Los dos vídeos se incluyen en la colección Some Great Videos de 1985 y en Video Singles Collection de 2016, la cual marca la primera aparición de ambos en formato digital en un lanzamiento oficial de la banda.

## En directo
"Blasphemous Rumours" se interpretó consistentemente durante la correspondiente gira Some Great Tour, posteriormente en el Black Celebration Tour y el Tour for the Masses, en las que se interpretaba como en el álbum, a dos voces. Posteriormente no ha vuelto a ser incorporada en conciertos, al parecer en buena medida por las complicaciones de ejecutarla en el escenario más que por no provocar a nadie, pues Martin Gore y Alan Wilder subían al escenario paredes de lámina para llevar a cabo la característica sección de percusiones.
"Somebody" apareció también en la correspondiente gira Some Great Tour, después en el Black Celebration Tour y el Tour for the Masses, después ninguno de ambos temas apareció en fecha alguna del World Violation Tour, pero "Somebody'" volvió como tema opcional en las giras Devotional Tour y Exotic Tour, así como en The Singles Tour y Exciter Tour. Para las últimas giras del grupo, Touring the Angel, Tour of the Universe, Delta Machine Tour apareció también opcionalmente ubicándose en el llamado Encore de los conciertos, en las que fuera una especie de interludio acústico, así como en el Global Spirit Tour y el Memento Mori World Tour en diversas secciones de los conciertos en que se le incorporó. Cabe destacar que desde la gira The Singles Tour la musicalización la lleva a cabo Peter Gordeno, quien domina la notación piano pero la hace sonar distinta a Alan Wilder, quien por otra parte en "Somebody" ejecutaba una notación peculiarmente suave.